# Nikołaj Dupak
Nikołaj Łukianowicz Dupak, ros. Николай Лукьянович Дупак (ur. 5 października 1921 roku w Doniecku, zm. 26 marca 2023 w Moskwie) – rosyjski aktor teatralny i filmowy.

## Życiorys
Uczył się w szkole teatralnej przy Teatrze Jurija Zabadskiego w Rostowie, a następnie w Studium Operowo-Dramatycznym w Moskwie. W czasie II wojny światowej walczył w konnym zwiadzie 6 korpusu gwardyjskiego. Trzykrotnie ranny, wojnę zakończył jako inwalida.
W latach 1944–1963 pracował jako aktor i reżyser w teatrze im. Stanisławskiego, skąd przeniósł się do Teatru na Tagance. Dwukrotnie był jego dyrektorem (1964–1977, 1978–1990). W latach 1977–1978 kierował Moskiewskim Teatrem Dramatycznym.
Na dużym ekranie zadebiutował w 1944. Wystąpił w 24 filmach, głównie w rolach epizodycznych.
Odznaczony Orderem Czerwonego Sztandaru, Orderem Wojny Ojczyźnianej Orderem Przyjaźni Narodów. W 1980 otrzymał tytuł Zasłużonego Artysty RFSRR, a w 2012 Zasłużonego Artysty Ukrainy.

## Role filmowe
- 1944: Pewnego razu nocą jako Sannikow
- 1956: Czterdziesty pierwszy jako Czupiłko
- 1956: Zaginiony bez wieści
- 1958: Chłopcy jako Iwan Łukicz
- 1968: Interwencja jako francuski żołnierz Barbaroux
- 1971: Bumbarasz jako Sowkow
- 1972: Wiara, nadzieja, miłość
- 1974: Jedyna droga jako generał
- 1979: Dogodny kontrakt jako Witkowski
- 1979: Życie jest piękne jako komisarz
- 1989: Miłość z przywilejami